# 遅死10.10
『遅死10.10』は、日本のバンド、Syrup 16gの2枚目のライブDVDである。2005年1月26日発売。発売元はUKプロジェクト。

## 概要
- 2004年10月10日に日比谷野外音楽堂で行ったライブを収録。アルバム『delayedead』の曲を中心に演奏されている。

## 収録曲
1. Opening～クロール
2. 前頭葉
3. Heaven
4. もういいって
5. これで終わり
6. 水色の風
7. 明日を落としても
8. 生活
9. 翌日
10. Good-Bye Myself
11. Sonic Disorder
12. 真空
13. 土曜日
14. きこえるかい
15. 遊体離脱
16. 落墜
17. パープルムカデ
18. 神のカルマ
19. 空をなくす～Ending
20. 「翌日」PV
映像特典。監督：熊谷昭